# Captain choc
Captain choc était une marque de gâteau fourré (aux pépites de chocolat, à la pulpe de fraise ou d'abricot) fabriqué par Vandamme et vendu au format individuel ou familial.
La mascotte était représentée par un capitaine du style pirate accompagné de son perroquet.
Ce gâteau est conçu en 1982, au sein d'une équipe R&D du groupe Vandamme Pie Qui Chante. Il fut produit dans l'usine Vandamme de Besançon.
Mais à la suite du rachat de Vandamme par LU en 1999, le personnage fut changé et rajeuni, puis la marque cessa d'être commercialisée quelques années plus tard. Tous ses produits ont été repris par la mascotte Pépito.
Captain Choc est un produit dit à humidité intermédiaire, c'est-à-dire que la quantité d'eau qu'il contient et surtout l'équilibre entre cette eau et l'atmosphère du sachet dans lequel il est conservé lui confèrent une grande sensibilité bactériologique, et plus particulièrement aux levures et moisissures.